# Odette Kahn
Odette Kahn, née Odette Netter le 18 mars 1923 à Paris et morte le 14 novembre 1982 à Boulogne-Billancourt, est une figure dominante de la gastronomie et de l'œnologie en France. Elle est l'éditrice de La Revue du vin de France et de Cuisine et Vins de France. Elle est juge lors de la dégustation de Paris en 1976.

## Biographie
Diplômée d'HEC Jeunes Filles, elle fut directrice adjointe, puis rédactrice en chef de la revue Cuisine et Vins de France et de La Revue du vin de France.
À la suite du décès de Madeleine Decure, cofondatrice avec Maurice Edmond Saillant dit ‘Curnonsky’ de la revue Cuisine et Vins de France, elle prit la direction, en 1968, de la Société française d’éditions vinicoles - éditeur de Cuisine et Vins de France et de La Revue du vin de France.
Elle était membre de l’Académie internationale du vin et aussi de quarante confréries vineuses et gastronomiques dans le monde entier.
Elle est l’auteure du livre La Petite et la Grande Cuisine (Calmann-Lévy 1977). Odette Kahn a également collaboré à plusieurs ouvrages : Cuisine sans souci (1974), la Vraie Cuisine de l’Alsace (1976).
Elle était chargée du concours national du Meilleur sommelier de France et secrétaire générale de l’Association des restauratrices-cuisinières jusqu'au début des années 1980.
Odette Kahn a créé l’association « Les Amitiés Gastronomiques Internationales ».
Elle a participé à de nombreuses émissions de radio et de télévision et aux jurys des concours gastronomiques les plus réputés. Elle a notamment participé au jugement de Paris, dit aussi « Dégustation de 1976 », qu'elle a résumée dans le N°260 de la RVF sous le titre suivant: "Une Dégustation de Vins Californiens" (alors que ceux-ci étaient aux prises avec plusieurs grands crus français). Mme Kahn a ensuite mis en doute le bien fondé de cette compétition, arguant, notamment, qu'on ne doit pas comparer des vins de millésimes différents, ni même, de terroirs différents.

## Récompenses
Mme Kahn était chevalière du Mérite national, chevalière du Mérite agricole et elle avait reçu la médaille de la Ville de Paris.